# Parking Lot
Parking Lot (englisch für „Parkplatz“) ist ein Lied der portugiesisch-kanadischen Popsängerin Nelly Furtado aus dem Jahr 2012.

## Entstehung und Veröffentlichung
Parking Lot wurde von der Interpretin selbst, zusammen mit Rodney Jerkins geschrieben. Jerkins zeichnete zudem auch für die Produktion verantwortlich.
Die Erstveröffentlichung von Parking Lot erfolgte als Promo-Tonträger am 17. August 2012 bei Interscope Records. Am 14. September 2012 erschien das Lied als Teil von Furtados fünften Studioalbum The Spirit Indestructible (Katalognummer: 06025 3714406). Im Oktober 2012 erschien es zunächst als Airplay, bevor es am 19. November 2012 erstmals als Single erschien. Diese erschien als Remix-EP mit sieben verschiedenen Versionen des Liedes. Im gleichen Jahr erschien eine weitere Remix-EP mit fünf weiteren Versionen.

## Inhalt
“Nostalgia is a huge theme. All my old memories suddenly became crystal clear to me, and I found myself re-visiting my past in a fresh and colourful way, on songs such as 'Parking Lot', produced by Rodney 'Darkchild' Jerkins, where I detail good times in my hometown, sort of like my own take on Summer of ’69.”

„Nostalgie ist ein großes Thema. Alle meine alten Erinnerungen wurden mir plötzlich kristallklar, und ich erlebte meine Vergangenheit auf frische und farbenfrohe Weise in Liedern wie „Parking Lot“, produziert von Rodney 'Darkchild' Jerkins, in denen ich detailliert die schönen Zeiten meiner Heimatstadt beschreibe, sozusagen mein eigener Take auf Summer of ’69“

## Musikvideo
Das dazugehörige Musikvideo entstand unter der Regie von Ray Kay und verzeichnet bis Dezember 2024 über 2,6 Millionen Aufrufe auf YouTube.

## Rezensionen
Eric Henderson von Slant Magazine verglich Parking Lot mit George Harrisons Got My Mind Set on You und Gwen Stefanis Hollaback Girl.